# Alonso Lobo
Pour les articles homonymes, voir Lobo.
Alonso Lobo (né vers 1555 à Osuna et mort le 5 avril 1617) est un compositeur espagnol de la Renaissance.

## Biographie
Enfant, Alonso Lobo est choriste à la cathédrale de Séville. Par la suite, il y est désigné comme assistant de Francisco Guerrero, puis devient maître de chapelle (maestro de capilla) pendant l'absence de Guerrero. 
En 1593, la cathédrale de Tolède l'engage à son tour comme maître de chapelle, fonction qu'il exerce jusqu'en 1594, date à laquelle il retourne à Séville.

## Œuvres
La musique de Lobo combine la technique du contrepoint de Palestrina avec la sombre intensité de la musique de Victoria.
Il a composé des messes, des motets, 3 Passions, des lamentations, des hymnes liturgiques et des psaumes dont un Miserere à 12 voix (perdu).

## Enregistrements
- Versa est in luctum, Monteverdi Choir, John Eliot Gardiner (Emarcy 47630104)
- Missa Maria Magdalene, con el motete Maria Magdalene de Guerrero, The Tallis Scholars, dir. Peter Phillips (Gimell CDGIM 031)
- Santiago a cappella, Monteverdi Choir, John Eliot Gardiner (Emarcy Classics)